# Brayan Angulo
Pour les articles homonymes, voir Angulo.
Cet article concerne le footballeur colombien. Pour le footballeur équatorien, voir Bryan Angulo.
Brayan Alexis Angulo León est un footballeur colombien né le 2 février 1989 à Valle del Cauca, Cali.

## Palmarès
Vierge